# هایدی
سال‌های خانه‌به‌دوشی و یادگیری هایدی (به آلمانی: Heidis Lehr- und Wanderjahre) که معمولاً به اختصار هایدی نامیده می‌شود، نام یک رمان اثر یوهانا اشپیری نویسنده سوئیسی است. این رمان به زندگی دختر نوجوانی می‌پردازد که در آلپ سوئیس از پدربزرگ خود مراقبت می‌کند. این داستان نخستین بار در سال ۱۸۸۰ در قالب کتابی با نام «برای بچه‌ها و آنهایی که بچه‌ها را دوست دارند» نوشته شد. دو کتاب دنباله این داستان به نام‌های هایدی بزرگ می‌شود و بچه‌های هایدی توسط چارلز تریتن مترجم انگلیسی اثر اصلی، نوشته شدند.
کتاب‌های هایدی از معروف‌ترین آثار ادبیات سوئیس در جهان به‌شمار می‌روند.
این اثر افزون بر شهرت جهانی در ایران نیز بسیار مشهور است. هایدی تاکنون در حدود بیست بار به زبان فارسی ترجمه و منتشر شده‌است.
تاکنون فیلم‌ها، مجموعه‌های تلویزیونی، انیمیشینها (مانند هایدی، دختر آلپ) و بازی‌های ویدئویی زیادی بر پایه داستان هایدی ساخته شده‌اند. همچنین یک منطقه گردشگری در سوئیس به نام هایدی‌لند نام‌گذاری شده‌است.